# Mission Milano
Pour plus de détails, voir Fiche technique et Distribution.
Mission Milano (王牌逗王牌, Tou tian te wu) est une comédie d'action sino-hongkongaise écrite, co-produite et réalisée par Wong Jing et sortie en 2016 en Asie,.
Elle totalise 198,4 millions de ¥ au box-office.

## Synopsis
L'agent d'Interpol Sampan Hung (Andy Lau) s'allie à un jeune milliardaire (Huang Xiaoming) pour protéger une nouvelle invention appelée « Les Graines de Dieu » d'un groupe terroriste.

## Fiche technique
- Titre original : 王牌逗王牌
- Titre international : Mission Milano
- Réalisation : Wong Jing
- Scénario : Wong Jing
- Photographie : Keung Kwok-Man
- Montage : Ka Wing Li
- Musique : Ronald Ng
- Production : Andy Lau, Wong Jing et Lee Ah-ping
- Sociétés de production : Gravity Pictures Film Production, Shanghai Aimei Entertainment, China Film Group Corporation, Hongkong Star Dynasty, Flagship Entertainment Group (en), Infinitus Entertainment, Dongyang Yixing Media, Yatai Weilai Entertainment (Pékin), Dadi Shidai Media (Pékin), Omnijoi Media Corporation, HG Entertainment, Beijing Baidu Nuomi Information Technology, Yinli Entertainment International et iQiyi Pictures
- Sociétés de distribution : Gravity Pictures Film Production, Wuzhou Film Distribution, Tianjin Huyu Times Technology, Beijing Baidu Nuomi Information Technology et China Film Group Corporation[1]
- Pays d'origine :  Hong Kong et  Chine
- Langue originale : cantonais et mandarin
- Format : couleur
- Genre : comédie et action
- Durée : 102 minutes
- Dates de sortie :
  - Hong Kong : 29 septembre 2016
  - Chine : 30 septembre 2016
  - Singapour : 6 octobre 2016
  - États-Unis : 7 octobre 2016

## Distribution
- Andy Lau : Sampan Hung
- Huang Xiaoming : Louis Luo
- Shen Teng (en) : KK
- Wong Cho-lam (en) : Amon
- Michelle Hu : Phoenix
- Ouyang Nana : Karen Luo/Luo Ka-yan
- Fung Bo Bo : Mme Luo
- Wu Yue (en) : Faucon de fer
- Evonne Hsieh (en) : Sophia (non créditée)
- Mao Junjie : la femme en noir
- Xu Dongdong : Neige
- Zhao Yingjun : Bing Bing
- Qi Wei (en) : Tina